# Kenwood (Haushaltsgerätehersteller)
Kenwood Limited ist ein Hersteller von Küchenkleingeräten für den Privatgebrauch. Kenwood wurde bekannt durch das erste Küchenmaschinenkonzept, welches heute der Hauptabsatz des Unternehmens ist.

## Geschichte
Kenneth Wood gründete im Jahr 1947 in der englischen Grafschaft Surrey die Kenwood Manufacturing Company. Die ersten Produkte waren ein Toaster und ein Mixer, der sich sehr gut verkaufte. Der große Erfolg kam drei Jahre später, als Wood ein neuartiges Küchenmaschinensystem entwickelte. Die neuartige Maschine bekam den Namen „Kenwood Chef“ und wurde mit zahlreichen Zubehörteilen und Aufsätzen verkauft. Bald stellte sich ein großer Erfolg ein. Mit stetigem Wachstum vergrößerte sich das Unternehmen und 1962 wechselte der Standort nach Havant in der Nähe von Portsmouth im Süden Englands. 1974 war Kenwood der erste Hersteller von Küchenmaschinen, deren Geschwindigkeit geregelt werden konnte. Kenwood erwarb 1993 das englische Unternehmen Waymaster, einen Spezialisten für Wasserfilter und Waagen, und 1994 das italienische Elektrogeräteunternehmen Ariete.
Als eines der ersten Unternehmen produzierte Kenwood ab 1994 in Asien und investierte in einen dortigen Herstellungsstandort. Das Unternehmen wurde 2001 von dem kleineren Mitbewerber De’Longhi übernommen.

## Produktübersicht
Das derzeitige "Flaggschiff" des Unternehmens ist die Kenwood Cooking Chef mit einer induktionsbeheizten Rührschüssel. Sie betreibt Aufsätze mit drei verschiedenen externen Antrieben. Die Serie Kenwood Chef beinhaltet die Chef Titanium, Chef Premier, Chef Titanium Event und Chef Titanium Timer. Die Küchenmaschinen unter dem Namen Major beinhalten die Major Titanium, Major Titanium Event und Major Titanium Timer. Chef und Major unterscheiden sich nur in wenigen Details, unter anderem beim Timer und mitgeliefertem Zubehör.
Kenwood produziert eine Auswahl an Kompaktküchenmaschinen, bestehend aus Multipro Compact, Multipro Excel und Multipro. Sie dienen fast nur zum Zerkleinern von Lebensmitteln mit verschiedenen Schneidescheiben und Flügelmessereinsätzen. Die Modelle unterscheiden sich hauptsächlich in Größe und Preis. Kenwood vertreibt ein großes Sortiment an Küchenkleingeräten, unter anderem Toaster, Stabmixer, Wasserkocher, Standmixer, Brotbackautomaten, Fritteusen, Reiskocher, Kaffeekocher und Zerkleinerer.